# Tonales Zentrum
Das tonale Zentrum ist der harmonische Fluchtpunkt oder Gravitationspunkt eines Musikstückes. Um dieses Zentrum kreisen die übrigen Harmonien, indem sie durch Entfernung und Annäherung Spannung aufbauen oder lösen.
In einfachen Liedern ist das tonale Zentrum identisch mit der Grundtonart, meist wechselt aber das Zentrum durch Modulation für kurze oder längere Abschnitte bzw. für ganze Formteile der Komposition, ohne dass sich die Grundtonart ändert. Ein klassisches Beispiel für solch eine nachhaltige Änderung des Zentrums ist die Sonatenhauptsatzform. Begibt sich ein Stück in ein anderes Zentrum, so gelten sämtliche Regeln über Spannungen der Harmonien in Bezug auf dieses Zentrum.
Die üblichste Modulation ist die in die sehr verwandte Dominante. Im Vergleich zu anderen, komplexeren Beziehungen ist sie eher trivial. Spätestens in der Romantik entwickelten sich viel weiterreichende Schritte, die von mediantischen bis zu chromatischen Verhältnissen reichen. Da sich auch diese Mittel abzunutzen begannen, ersann man immer neue Möglichkeiten bis hin zur Auflösung der Tonalität, um den ästhetischen Reiz von Fremdheit und Entfernung (Spannung) dennoch nutzen zu können. (Vielzitierter „Meilenstein“ ist bereits Wagners Tristan und Isolde.)